# الوقحة الرائعة
الوقحة الرائعة (بالإنجليزية: The Gorgeous Hussy)‏ هو فيلم أبيض وأسود درامي أمريكي يعود إنتاجه إلى عام 1936 من إخراج كلارنس براون وبطولة جوان كروفورد وروبرت تايلور. كتب السيناريو ستيفن مورهاوس أفيري وأينسوورث مورجان ، والذي استند إلى رواية صامويل هوبكنز آدامز عام 1934. من بين الممثلين الداعمين ليونيل باريمور وجيمس ستيوارت، تحكي حبكة الفيلم قصة خيالية عن رئيس الولايات المتحدة أندرو جاكسون وابنة صاحب الفندق ، بيغي أونيل. كان لبيغي أونيل دور مركزي في قضية بيتيكوت التي عطلت مجلس الوزراء أندرو جاكسون.

## روابط خارجية
- الوقحة الرائعة  في قاعدة بيانات الأفلام على الإنترنت (بالإنجليزية)
- الوقحة الرائعة على موقع أول موفي.
- الوقحة الرائعة في قاعدة بيانات تيرنر كلاسيك موفيز للأفلام.
- The Gorgeous Hussy على فهرس معهد الفيلم الأمريكي